# 光合作用的演化
光合作用是生物利用光能和還原劑，使二氧化碳合成碳水化合物的化學反應。大部份的植物會在反應中釋放氧气（副產物）。
第一個行光合作用的生物可能以氫或電子為還原劑，不像現代植物使用水。
可能是最早光合生物的化石有34億年的歷史。
有氧光合作用主要的代谢途径有C3类二氧化碳固定、 C4类二氧化碳固定和CAM光合作用。C3是最古老常见的形式，需經過卡爾文循環，C4和CAM需要的水分較少，可能是適應環境的演化結果。

## 有氧光合作用與藍菌
現代大多數原核生物的光合作用以水为电子予体，水在光合作用中心體被氧化後會產生O2；然而，早期的光合作用可能不使用水，也不產生氧氣。無氧光合作用的現存例子有綠硫菌、紫硫菌、绿非硫菌及紫非硫菌：绿硫菌、紫硫菌可能使用氢和硫作为水的替代品；绿色非硫菌利用數種包括氨基酸在內的有机酸；紫色非硫菌使用有机分子。
有氧光合作用確切何時出現仍不能確定。古代的藍藻最先開始以水作為光合作用的還原劑，地球上的氧氣因此突然大量增加（現代大气中的氧气主要來源於生物行有氧光合作用），被稱為大氧化事件，從地質紀錄推測這個轉變大約在24.5-23.2億年前或者更早發生。
20億年前已經出現多樣化的藍菌生物群，為整个元古宙（25-5.43億年前）最主要的初级生产者，它們得以蓬勃發展的一個原因是當時海洋的化學成分利於可固氮的光合自營生物生存。绿藻在元古代末期也成為大陆架上主要初级生产者的一員，但直到中生代之後才像現代一般廣泛分布。蓝藻從古到今作为海洋环流的主要生产者、生物固氮剂，還演化為海藻的色素體，对海洋生态系至關重要。

地球光合作用时间线
| 46亿年前        | 地球形成                             |
| 34亿年前        | 第一个光合细菌出现                   |
| 27亿年前        | 蓝藻成为最早的氧气生产者             |
| 2.4 – 23 亿年前 | 大气中存在氧气的最早证据（来自岩石） |
| 12亿年前        | 红藻和褐藻出現比細菌更複雜的結構     |
| 7.5亿年前       | 绿藻在浅水强光下比红藻和褐藻更具優勢 |
| 4.75亿年前      | 最早的陆生植物——苔藓和苔类植物       |
| 4.23亿年前      | 维管束植物出現                       |

## 共生與叶绿体的起源

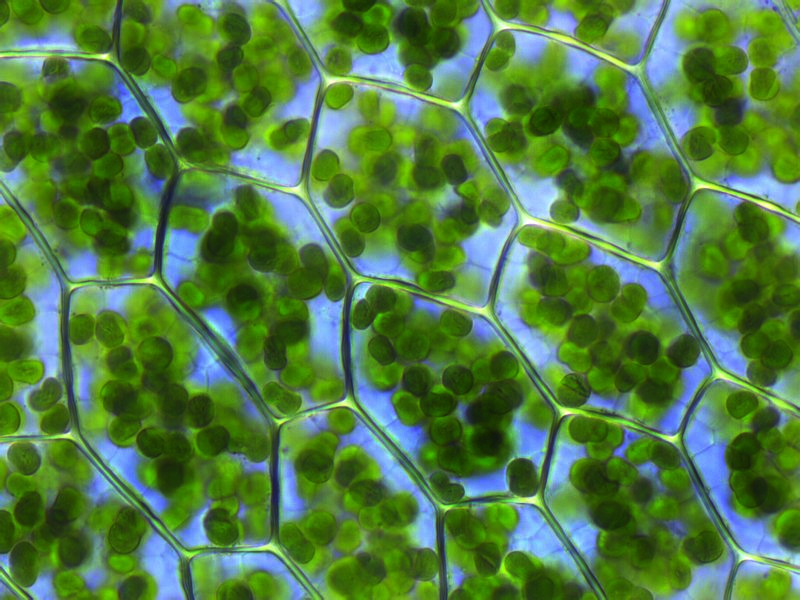
具有可见叶绿体的植物细胞（来自寒地走燈蘚）

葉綠體與藍菌都有环状的染色体、原核生物的核糖体、類似的DNA，而且它們的光合作用中心體的蛋白質很類似。由於葉綠體與藍菌有許多相似之处，内共生假說認為叶绿体可能源自被早期的真核細胞吞入細胞內後與细胞共生的藍菌。
葉綠體含有獨立於細胞核的DNA，可自行製造一部份蛋白質。CoRR假说提出，葉綠體基因會被其產物的氧化還原狀態所調控；由於不同基因片段對應的產物在細胞內的特定位置可更具效率的調控，經過長期天擇，葉綠體的基因有些移到細胞核（因此現代植物細胞可以製造部分葉綠體所需的蛋白質），有些繼續留在葉綠體。
有些动物會与光合藻类形成共生關係，如珊瑚、海绵和海葵，可能是由於這些動物的構造較簡單，體表面積與體積的比例較大。此外，一些海洋软体动物Elysia viridis和綠葉海天牛也从食物中獲得叶绿体并储存在体内保持共生关系，可以在只進行光合作用的狀態下存活数月 ；来自植物细胞核的一些基因甚至已经转移到蛞蝓的細胞核中，這樣蛞蝓的細胞就可以製造葉綠體所需的蛋白質。

## 有氧代謝途径的變體

C_{4}碳浓缩机制

光合作用涉及复杂的化学途径，由一系列的酶和辅酶沿途推动。RuBisCO酶负责固碳，将二氧化碳附着在一个碳基分子上，形成可供植物使用的糖，并释出一个氧分子。RuBisCO的效率低，而且會行光呼吸而耗費能量。
2的过程，称为光呼吸。这在能量上是昂贵的，因为植物必须花費能量将光呼吸的产物转回可以与二氧化碳反應的形式。

### 碳濃縮
C4代謝具有獨特的碳浓缩机制（carbon concentrating mechanisms），增加RuBisCO周围的二氧化碳浓度，从而促进光合作用并减少光呼吸，可適應高溫環境。C4的演化與基因表达有關。現在大約有有7600種C4植物，约占所有陆生植物物种的3%，且所有都是被子植物。
大部分行C4代謝的植物具有克蘭茲解剖構造（Kranz anatomy），將RuBisCO集中在被葉肉細胞包圍的髓鞘細胞中，以避免RuBisCO與氧氣接觸行光呼吸，並通过一系列有机分子将二氧化碳從外部輸入髓鞘。如此一來，也可以提高RuBisCO周圍的二氧化碳濃度，使C4代謝的执行效率比其他代謝途徑更高。C4光合作用中，碳被一种叫做PEP羧化酶的酶固定，像所有参与C4光合作用的酶一样，它起源于非光合作用的祖传酶。 
CAM可适应干旱。 CAM植物能够在白天关闭大部分气孔，减少蒸散作用造成的水分流失。气孔在凉爽潮湿的夜晚打開，收集CO2，以四碳酸苹果酸的形式储存起来，然后在白天的光合作用中使用。预先收集的CO2集中在RuBisCO酶周围，提高光合作用效率。

### 演化途徑的推測
C4和CAM兩種同樣提升了RuBisCO效率的代謝方式，均各自在沒有祖先與後代關係的不同群體中独立演化了多次--事实上，仅C4就在18个不同的科中出现了62次。特定支系的植物似乎擁有較容易演化出C4代謝的特徵，導致C4特別容易出現在某些支系中，例如有維管束鞘的植物。全基因组和单个基因的重复也与C4的进化有关。导致C4表型的许多潜在的进化途径是可能的，并且已经用贝叶斯推断法描述，证实了非光合作用的适应性往往为C4的进一步演化提供了垫脚石。

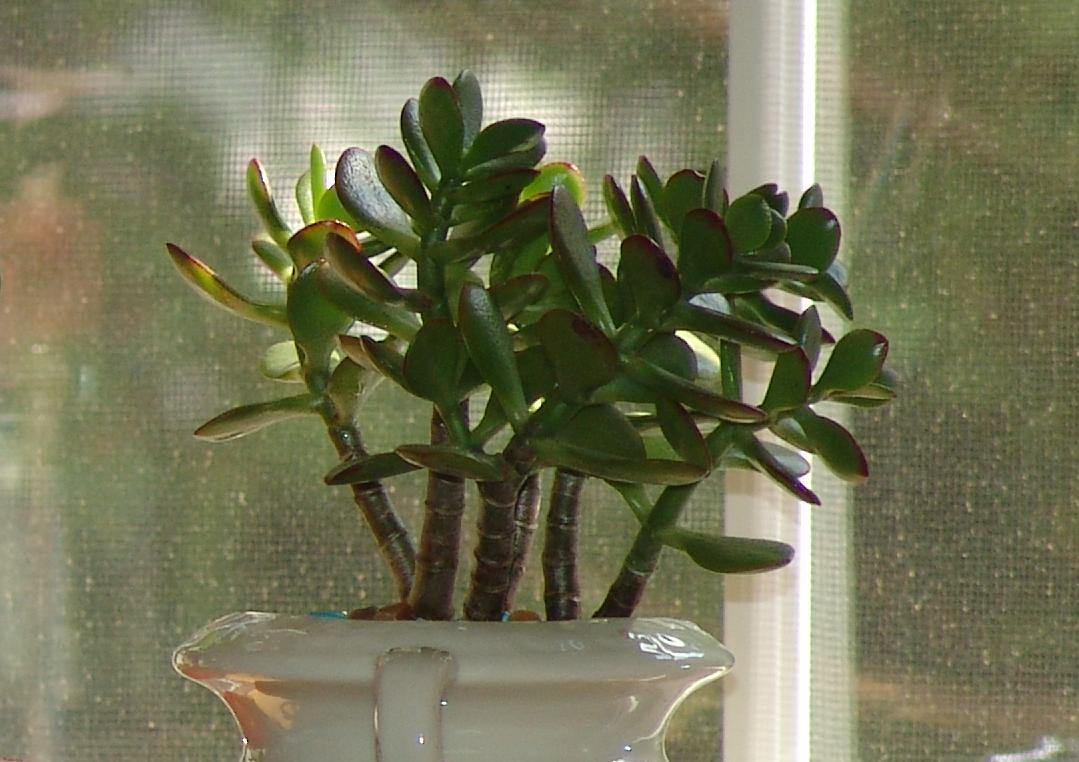
Crassulacean Acid Metabolism（CAM）是以Crassulaceae科命名的，翡翠木属于该科。另一个CAM植物的例子是鳳梨。

C4植物大多是草，而CAM存在於被多肉植物和仙人掌。這兩種特徵似乎是在2500萬～3200萬年前（渐新世）出现的，但直到600萬~700萬年前（中新世）它们才具有生态意义。一些炭化化石保存了克蘭茲解剖结构的组织痕跡，具有完整的束鞘细胞，證明當時C4代謝已經出現。

### C4的優勢時機
虽然C4提高了RuBisCO的效率，但碳浓缩是高度耗能的，意味着C4植物仅在高温和低降雨量的環境中勝過C3生物。C4植物也需要大量阳光才能長的好，如果没有野火清除遮阳的树木和灌木，C4植物就没有生長空间。 目前似乎無法解釋为什么C4在演化史的這麼後期才出現，而且又不連續的興起了許多次。石炭纪（约3亿年前）地球的氧气量几乎足以允许自燃且二氧化碳濃度極低，却没有发现C4的同位素特征，而且也没有確切的因素可以解釋中新世C4同位素的突然上升。
中新世的大气和气候是相对稳定的。二氧化碳可能在1400万到900万年前逐渐增加，然后稳定到与全新世相似的浓度，这表明二氧化碳不是C4演化的關鍵原因。草（产生最多C4的群体）可能已经存在超過6000万年，因此有足够的时间演化出C4代謝  ，在不同的群体中独立。南亞有強烈的氣候變化跡象，干旱增加會使火灾频率和强度增加，因此乾燥可能是導致C4代謝出現的重要因素，然而這難以吻合北美的记录。 有可能这一信号完全是生物性的，是由火灾和食草動物驱动的草类进化加速迫使草增加风化作用和固碳作用，造成大气中的二氧化碳大幅下降。最后，有证据表明，C4开始於900万到700万年前只适用于北美洲，新出现的证据表明南美洲的草原至少在1500萬年前就已經以C4代謝為主流。